# Betula leopoldae
Betula leopoldae — вимерлий вид берези, відомий із викопних листків, сережок і суцвіть, знайдених у ранніх еоценових відкладеннях на півночі штату Вашингтон, Сполучені Штати, та подібних вікових утвореннях у Британській Колумбії, Канада. Вид розміщено як базальний у складі Betula.

## Опис
Загалом листя B. leopoldae має еліптичну або круглу форму, довжиною до 145 мм, хоча в середньому вони становлять 60–90 мм, шириною до 65 мм, але зазвичай 30–50 мм. Листкова ніжка довжиною 7–18 мм, звужуються від основи до листкової пластинки. Край зубчастий з більшими первинними зубами, які розділені 7 або менше меншими допоміжними зубами, усі з яких мають різну морфологію. Зуби не є залозистими. Листки мають перисті жилки з тонкою середньою жилкою, від якої вторинні жилки почергово або супротивно відходять між 40–80°. Існує від 7 до 13 вторинних вен, які проходять паралельно одна одній і вигинаються вгору біля кінчиків перед тим, як закінчитися зубцями. Третинні жилки зазвичай розгалужуються біля краю і рідше не розгалужуються біля середньої жилки. Четвертинні жилки повністю проходять між третинними жилками як з розгалуженими, так і з нерозгалуженими жилками, утворюючи ареоли багатокутної форми. Нижня сторона листя, краї листя і ніжки запушені численними простими волосками довжиною 0.1–0.35 мм. На дрібних листках волоски помітно щільні. Плодові головки розвиваються на плодоніжках. Плодові головки 20–35 мм завдовжки і 9–12 мм завширшки, з еліптичним профілем.